# Traffic in Souls
Traffic in Souls è un film del 1913 diretto da George Loane Tucker. Interpretato da Jane Gail, Ethel Grandin, William H. Turner e Matt Moore, il film è incentrato sulla prostituzione forzata (detta "tratta delle bianche") negli Stati Uniti. È composto da sei rulli, una durata superiore rispetto alla maggior parte dei film americani dell'epoca. Il film fu prodotto dalla Independent Moving Pictures con un budget di 5.700 dollari e girato negli studi Universal di Fort Lee (New Jersey), a Ellis Island e a Manhattan. Fu distribuito negli Stati Uniti dalla Universal Film Manufacturing Company il 24 novembre 1913, incassando 400.000 dollari, mentre in Italia fu vietato dalla commissione d'appello nel luglio 1915.
Traffic of Souls fu distribuito in un momento in cui il paese era in fase di "panico morale" sulla questione della prostituzione. L'uscita del film finì per provocare l'aggiunta della "tratta delle bianche" nell'elenco degli argomenti vietati dal Codice Hays. Nel 2006 il film fu selezionato per la conservazione nel National Film Registry della Biblioteca del Congresso, perché "presagì il cinema narrativo di Hollywood" e attirò l'attenzione attraverso la sua rappresentazione avvincente dei metodi utilizzati per obbligare le giovani donne a prostituirsi. Il 15 luglio 2008 fu distribuito in DVD dalla Flicker Alley insieme a The Italian, con un accompagnamento musicale di Philip Carli.

## Trama
William Trubus, un filantropo a capo di un'organizzazione di cittadini, è apparentemente un rispettabile uomo d'affari, ma questi affari consistono in realtà nel catturare giovani ragazze da far prostituire contro la loro volontà. Trubus gestisce i suoi loschi affari grazie a un intermediario, con il quale comunica tramite un dittafono presente nel suo ufficio. A fare le spese di questo "traffico di anime" sono, tra le altre, una ragazza di campagna disorientata dalla città e due sorelle svedesi appena sbarcate a Ellis Island. Le svedesi vengono separate dal loro fratello e quindi attirate in una casa di tolleranza usando un cartello che la spaccia per un'agenzia per l'impiego. Il cartello fa insospettire l'agente Larry Burke, che entra nell'edificio e, dopo una breve colluttazione, arresta i lenoni e libera le ragazze prigioniere.

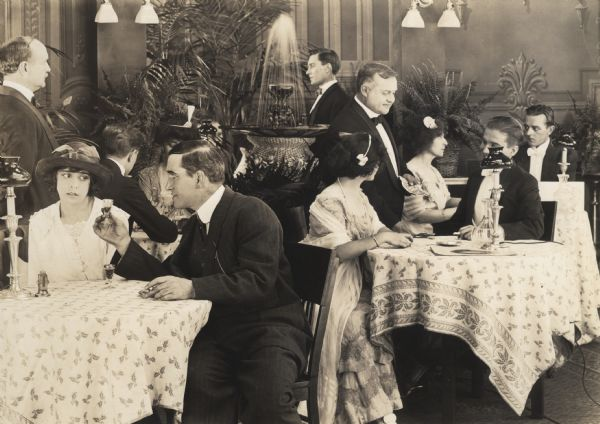
Lorna Barton (Ethel Grandin) al bar con Bill Bradshaw (William Cavanaugh).

La polizia non riesce però a risalire a Trubus, che continua ad agire indisturbato. La sua vittima successiva è la bella Lorna Barton, che accetta di uscire con il giovane e prestante Bill Bradshaw, cliente del negozio di caramelle in cui Lorna lavora con la sorella Mary, non rendendosi conto che si tratta di uno dei lenoni al servizio di Trubus. Mentre sono al bar, Lorna viene drogata da Bradshaw che quindi la rapisce e la porta in una casa di tolleranza. Non vedendo più tornare la sorella, Mary chiede a Larry, suo fidanzato, di cercarla. Nel frattempo, quando la notizia del rapimento si diffonde, Mary viene licenziata, e la signora Trubus le offre il posto di segretaria nell'ufficio di suo marito. Mentre lavora nell'ufficio di Trubus, Mary scopre grazie al dittafono che il suo capo gestisce il giro di prostituzione che ha rapito sua sorella, così chiede l'aiuto di suo padre Isaac, un inventore che ha realizzato un dispositivo in grado di registrare le conversazioni del dittafono. Grazie alle registrazioni, la polizia compie un raid nella casa di tolleranza, uccidendo Bradshaw, arrestando gli altri lenoni e liberando Mary. Quindi irrompe nell'ufficio dell'intermediario e a casa di Trubus (interrompendo il fidanzamento di sua figlia), e li arresta entrambi. In attesa del processo, Trubus torna brevemente a casa, scoprendo che la moglie è morta a causa dello shock.